# Phạm Văn Đức
Phạm Văn Đức là một Trung tướng Công an nhân dân Việt Nam đã nghỉ hưu. Ông từng giữ chức vụ Phó Tổng cục trưởng Tổng cục Cảnh sát, Bộ Công an, Phó trưởng Ban Ủy ban An toàn giao thông Quốc gia (Việt Nam).

## Sự nghiệp
Từ năm 2004 đến năm 2007, ông là Thiếu tướng, Phó Tổng cục trưởng Tổng cục Cảnh sát, Bộ Công an.
Ngày 25 tháng 4 năm 2007, ông được Thủ tướng Chính phủ Việt Nam thăng quân hàm từ Thiếu tướng lên Trung tướng Công an nhân dân Việt Nam (Quyết định 481/QĐ-TTg) cùng 11 người khác là Trần Đại Quang, Trương Hòa Bình, Đặng Văn Hiếu, Trịnh Lương Hy, Nguyễn Xuân Xinh, Sơn Cang, Lê Văn Thành, Hoàng Đức Chính, Phạm Nam Tào, Vũ Hải Triều, Nguyễn Văn Thắng. Lúc này ông đang là Phó Tổng cục trưởng Tổng cục II.
Năm 2008, ông là Trung tướng, Phó Tổng cục Trưởng Tổng cục Cảnh sát, Phó trưởng Ban Ủy ban An toàn giao thông Quốc gia (Việt Nam).
Ông nghỉ hưu năm 2018. Quyết định về hưu của ông bị tạm hoãn một thời gian khi Tổng cục Trưởng Phạm Quý Ngọ sang Singapore điều trị ung thư. Lúc này ông được Bộ Công An trao quyết định nắm Quyền Tổng cục trưởng Tổng cục Cảnh sát Việt Nam.

## Phong tặng

### Lịch sử thụ phong quân hàm
- Thiếu tướng Công an nhân dân Việt Nam
- Trung tướng Công an nhân dân Việt Nam (2007)